# The Zealot Gene
The Zealot Gene je dvacáté druhé studiové album anglické rockové skupiny Jethro Tull, vydané v lednu 2022 společností Inside Out Music. Jde o první album skupiny od roku 2003, kdy vyšlo The Jethro Tull Christmas Album, první s novými písněmi od roku 1999 (J-Tull Dot Com), a první od roku 1968 (This Was), na kterém nehraje kytarista Martin Barre. Produkoval jej frontman skupiny Ian Anderson, který je rovněž autorem všech písní. Velká část alba byla nahrána ve stejné sestavě jako Andersonovo sólové album Homo Erraticus (2014); během nahrávání skupinu jeden člen opustil a byl nahrazen jiným. Umístilo se na deváté příčce britské hitparády (UK Albums Chart). V české hitparádě (ČNS IFPI) dosáhlo 56. místa.

## Seznam skladeb
Autorem všech skladeb je Ian Anderson.
| Pořadí         | Název                         | Délka |
| -------------- | ----------------------------- | ----- |
| 1.             | Mrs. Tibbets                  | 5:53  |
| 2.             | Jacob's Tales                 | 2:12  |
| 3.             | Mine Is the Mountain          | 5:40  |
| 4.             | The Zealot Gene               | 3:54  |
| 5.             | Shoshana Sleeping             | 3:40  |
| 6.             | Sad City Sisters              | 3:41  |
| 7.             | Barren Beth, Wild Desert John | 3:38  |
| 8.             | The Betrayal of Joshua Kynde  | 4:05  |
| 9.             | Where Did Saturday Go?        | 3:52  |
| 10.            | Three Loves, Three            | 3:29  |
| 11.            | In Brief Visitation           | 3:01  |
| 12.            | The Fisherman of Ephesus      | 3:40  |
| Celková délka: | Celková délka:                | 46:45 |

## Obsazení
- Ian Anderson – zpěv, flétna, kytara, mandolína, píšťalka, harmonika
- Florian Opahle – kytara
- David Goodier – baskytara
- John O'Hara – klavír, klávesy, akordeon, varhany
- Scott Hammond – bicí
- Joe Parrish – kytara